# ولکانوف (ناحیه دوماژلیتسه)
ولکانوف (به چکی: Vlkanov) یک منطقهٔ مسکونی در جمهوری چک است که در ناحیه دوماژلیتسه واقع شده‌است. ولکانوف ۴٫۲۹ کیلومتر مربع مساحت و ۱۲۱ نفر جمعیت دارد و ۴۴۸ متر بالاتر از سطح دریا واقع شده‌است.